# Питателевский источник
Питателевский источник — памятник природы, находящийся в селе Ильинка Прибайкальского района Республики Бурятии в 60 км от Улан-Удэ. Температура воды в источнике 55-65 °C, доходит до 70 °C. Источник имеет минерализацию на уровне 1,7 — 2,0 г/л, вода хлоридно-сульфатная натриевая с содержанием кремнекислоты 100—200 мг/л. Термальный источник имеет оздоровительное значение, используется для лечения болезней опорно-двигательного аппарата, нервной системы, кожи и мочеполовой системы.
Целебные свойства воды были известны местному населению в XIX веке. Источник впервые изучил и описал врач А. Л. Питателев, в честь которого источник получил своё название. В 1928 году на источнике был создан курорт, воду брали из двух колодцев на берегу Селенги. В 1933 и 1936 годах на Селенге случился большой паводок и левый берег был размыт, выход термальных вод оказался в самом русле реки, из-за чего курорт пришлось закрыть. В 1960-х годах была проведена разведка подземных вод в районе села, в результате термальные воды были вскрыты на глубине до 400 м. Было пробурено 5 скважин.
В 2004 году создан врачебно-физкультурный диспансер. В 2017 году территория со скважиной № 61 (глубина 310 м) передана Детской республиканской клинической больнице, открывшейся в 2018 году. В 2017 году рядом открылся большой проточный термальный бассейн под крышей. Вода в бассейн умереннощелочная и слабосолоноватая 1340—1450 мг/л поступает из скважины и не хлорируется. Купание в бассейне противопоказано беременным женщинам; женщинам во время критических дней; людям с острыми заболеваниями воспалительного характера, страдающим болезнями сердца и эпилепсией; при наличии доброкачественных и злокачественных опухолей.
Согласно постановлению Совета Министров Бурятской АССР № 378 от 2 декабря 1981 года термальный источник признан памятником природы и находится под охраной государства.